# Jan Lauwers
Pour les articles homonymes, voir Lauwers.
Jan Lauwers, né le 17 avril 1957 à Anvers en Belgique, est un metteur en scène de théâtre et de danse contemporaine et un plasticien flamand.

## Biographie
Après des études de peinture à l’Académie royale des beaux-arts de Gand, Jan Lauwers forme en 1979 la compagnie L'Epigonenensemble qu'il transforme en 1985 en un collectif d'artistes flamands appelé l'Epigonentheater zlv (signifiant sous la direction de personne). Ses créations s'inscrivent dans une volonté de renouveau du paysage théâtral flamand, et plus largement européen. Il crée un théâtre concret, direct, et très visuel, avec la musique et le langage pour éléments structurants. L'Epigonentheater disparaît en 1985 au profit de la Needcompany fondée en 1986 et situé à Bruxelles. Dès lors, la compagnie intègre des membres de toutes nationalités et se tourne résolument vers l’international, produisant des spectacles joués dans le monde en plusieurs langues. Le langage scénique de Jan Lauwers s’oriente vers la démultiplication des pôles d’intérêt et des moyens mis en scène : théâtre, discours personnels, danse, chanson, et vidéos sont intimement mêlés. Ce concept prend toute son ampleur dans la trilogie informelle rebaptisée a posteriori Sad Face/Happy Face entamée en 2004 avec La Chambre d'Isabella, poursuivi avec Le Bazar du homard, et complété en 2008 par La Maison des cerfs. Cette trilogie a été présentée en intégralité lors du Festival d'Avignon 2009 dans un spectacle unique de 6 h 30.
Grace Ellen Barkey est depuis 1986 la chorégraphe attitrée de la Needcompany. Il est également à noter les collaborations régulières, depuis 1993, de l’actrice de théâtre Viviane De Muynck et de la danseuse Carlotta Sagna qui dansa dans la Needcompany de 1993 à 2003. Le collectif de la Needcompany produit chaque année, au sein d’un laboratoire expérimental nommé Needlapb, des ébauches de spectacles donnant à voir les processus de création en mouvement.

## Principaux spectacles
Needcompany
- 1987 : Need to Know
- 1989 : Ça va
- 1990 : Julius Caesar
- 1991 : Invictos
- 1992 : Antonius und Kleopatra
- 1992 : SCHADE/schade
- 1993 : Orfeo, opéra de Walter Hus
- 1994 : The Snakesong Trilogy - Snakesong/Le Voyeur
- 1995 : The Snakesong Trilogy - Snakesong/Le Pouvoir
- 1996 : The Snakesong Trilogy - Snakesong/Le Désir
- 1996 : Needcompany's Macbeth
- 1997 : Caligula, No beauty for me there, where human life is rare, part one
- 1998 : The Snakesong Trilogy, version adaptée avec musique live
- 1999 : Morning Song, No beauty for me there, where human life is rare, part two
- 2000 : Needcompany's King Lear
- 2000 : DeaDDogsDon'tDance/ DjamesDjoyceDeaD
- 2001 : Ein Sturm
- 2002 : Images of Affection
- 2003 : No Comment
- 2004 : La Chambre d'Isabella
- 2006 : Le Bazar du homard
- 2008 : La Maison des cerfs
- 2008 : Sad Face / Happy Face
- 2011 : L'art du divertissement
- 2012 : Caligula
- 2012 : Place du marché 76
- 2014 : Begin the Beguine
- 2017 : Le poète aveugle

## Prix et distinctions
- 2005 : Prix du meilleur spectacle étranger du Syndicat de la critique pour La Chambre d'Isabella[2]

## Ouvrages
- L'Énervement  (trad. Jérôme Sans), Arles, Antwerpen, Actes Sud, coédition : Fonds Mercartor, coll. « Arts plastiques », 2007, 192 p. (ISBN 978-2-7427-6788-5).
- La Chambre d'Isabella suivi de Le Bazar du homard  (trad. du néerlandais par Monique Nagielkopf), Arles, Actes Sud, coll. « Le Théâtre d'Actes Sud-Papiers », 2006, 75 p. (ISBN 978-2-7427-6108-1).
- La Maison des cerfs  (trad. du néerlandais de Belgique par Olivier Taymans), Arles, Actes Sud, coll. « Le Théâtre d'Actes Sud-Papiers », 2009, 59 p. (ISBN 978-2-7427-8232-1).